# Powódź tysiąclecia w Opolu
Powódź tysiąclecia – potoczna nazwa powodzi, która nawiedziła w lipcu 1997 roku południową i zachodnią Polskę, Czechy, wschodnie Niemcy (Łużyce), północno-zachodnią Słowację oraz wschodnią Austrię, doprowadzając na terenie Czech, Niemiec i Polski do śmierci 114 osób oraz szkód materialnych w wymiarze blisko 4,5 miliarda dolarów amerykańskich. Na terenie Polski zginęło 56 osób, a szkody oszacowano na ok. 3,5 miliarda dolarów. Na całej Opolszczyźnie zginęło 8 osób. W Opolu powódź zalała część miasta łącznie z fragmentem centrum oraz wyspy Bolko i Pasieka. 

## Przebieg wydarzeń
Stan alarmowy na wielu rzekach województwa, a także alarm powodziowy dla Opola ogłoszono 6 lipca, zaś dwa dni później po czwartej nad ranem woda, której poziom podniósł się do około 590 cm zaczęła wdzierać się do miasta. Fala kulminacyjna do Opola dotarła 10 lipca 1997 roku. Jako pierwsze zalane zostały dzielnice południowe. Powódź przerwała wał w okolicy osiedla Metalchem, co skutkowało podtopieniami wielu znajdujących się tam fabryk. Następnie fala dotarła na wyspy Bolko i Pasiekę. Tam pod wodą znalazło się wiele ważnych dla miasta instytucji, m.in. sztuczne lodowisko Toropol wraz z hotelem, Państwowa Szkoła Muzyczna I i II stopnia im. Fryderyka Chopina razem z należącą do niej bursą, konsulat Republiki Federalnej Niemiec, siedziba rozgłośni Radia Opole i dziennika „Nowa Trybuna Opolska”, która na czas powodzi przeniosła się do sali sprzedażowej sklepu komputerowego, przedszkole i gimnazjum, amfiteatr, ogród zoologiczny, a także Wojewódzka Biblioteka Publiczna i Instytut Śląski. Najbardziej dotknięte powodzią zostały dzielnice Wyspa Pasieka, Wyspa Bolko i Zaodrze „bliższe”, gdzie zalane było 100% zabudowy.

## Ogród zoologiczny
Powódź dotknęła również opolski ogród zoologiczny. Część zwierząt ewakuowano do ogrodów zoologicznych we Wrocławiu, Chorzowie i Płocku. Na czas transportu zwierzęta uśpiono. Część klatek, tych, do których nie zdążono wrzucić przedmiotów, na które zwierzęta mogłyby się wspiąć, otworzono. Mimo akcji ratunkowej część zwierząt utopiła się, m.in. kangury, antylopy, jelenie oraz hipopotam. Niektóre zwierzęta długo walczyły o życie. Lwica Ryksa cały dzień utrzymywała łeb w 20-centymetrowej przestrzeni między wodą a sufitem klatki. Nie uratowano jej. Nie wiadomo, jaki los spotkał wypuszczone zwierzęta, w tym watahę wilków. Była to pierwsza duża powódź, która dotknęła Opole od 1903 roku.

## Akcja ratunkowa
Zintensyfikowane działania mające na celu zabezpieczenie miasta sprawiły, że woda nie zalała Starego Miasta, znajdującego się w bezpośrednim sąsiedztwie Młynówki. Zalewane instytucje zmusiły wojsko do wysadzenia wałów przeciwpowodziowych chroniących bliskie Zaodrze. 
Pierwszy wał miał zostać wysadzony w okolicach Winowa, a następnie wał na tzw. bliskim Zaodrzu, przez co zostało zalane całe Zaodrze, ale przed zalaniem uratowano Stare Miasto i centrum.
Ze względu na bardzo gwałtowny przybór wody nie ewakuowano mieszkańców Zaodrza. Ci przez wiele godzin koczowali na dachach i balkonach wieżowców, czekając na ratunek. W centrum miasta zorganizowano punkt pomocy, gdzie zbierali się ludzie poszkodowani w powodzi; często ich jedynym ocalałym majątkiem były ubrania, które mieli na sobie. W trakcie akcji ratunkowej zwracano szczególnie uwagę na obszary w okolicach zalanych nekropolii, tak jak miało to miejsce przy ul. Wrocławskiej i Metalchemie. Przeprowadzono również akcję poszukiwania chętnych do sfinansowania wypoczynku kolonijnego dla dzieci z zalanego miasta. Odnotowano ponad 1000 zgłoszeń.
Podczas powodzi doszło również do wielu kradzieży ze sklepów, samochodów i opuszczonych w wyniku ewakuacji mieszkań.
Woda w mieście zaczęła opadać w środę 16 lipca. 